# Apanteles longitergiae
Apanteles longitergiae är en stekelart som beskrevs av Rao och Kurian 1950. Apanteles longitergiae ingår i släktet Apanteles och familjen bracksteklar. Inga underarter finns listade i Catalogue of Life.